# Agra not
Agra not – gatunek chrząszcza z rodziny biegaczowatych i podrodziny Lebiinae.
Gatunek ten został opisany w 2002 roku przez Terry'ego L. Erwina. W obrębie rodzaju Agra zaliczany jest do kompleksu gatunków A. cajennensis i podgrupy A. castaneipes.
Chrząszcz o ciele długości od 12,9 do 14,6 mm i szerokości od 2,8 do 3,4 mm, silnie błyszczący, ubarwiony smoliście z niebieskim, metalicznym połyskiem w dołkach pokryw i jaskrawo rdzawymi odnóżami i czułkami. Pokrywy na wierzchołku lekko ukośne, krawędź między wyraźnym ząbkowatym wyrostkiem a kątem szwowym prosta. Szóste sternum samców głęboko V-kształtnie, a samic płytko U-kształtnie wycięte. Edeagus samca ma prosty, sercowaty wierzchołek i średniej długości ostium.
Gatunek neotropikalny, znany wyłącznie z Kostaryki.